# Bridge over Troubled Water (cançó)
"Bridge over Troubled Water" (literalment, Pont sobre aigua turbulenta) és una cançó del duo estatunidenc Simon and Garfunkel, del seu disc homònim. Produït el 1970 pel duo i Roy Halee. Mostra influències de la música gòspel.
Aquesta cançó va rebre cinc trofeus dels Premis Grammy del 1971. Va esdevenir el single de més èxit de Simon & Garfunkel. Més de 50 artistes (incloent Elvis Presley) n'han fet versions.

## Guardons
Premis
- 1971: Grammy a la cançó de l'any
- 1971: Grammy a la gravació de l'any